# اریکو هارا
اریکو هارا (انگلیسی: Eriko Hara؛ زادهٔ ۱ نوامبر ۱۹۵۹) صداپیشگی در ژاپن، و بازیگر اهل ژاپن است.